# I. e. 12
Évszázadok: i. e. 2. század – i. e. 1. század – 1. század
Évtizedek: i. e. 60-as évek – i. e. 50-es évek – i. e. 40-es évek – i. e. 30-as évek – i. e. 20-as évek – i. e. 10-es évek – i. e. 1-es évek – 1-es évek – 10-es évek – 20-as évek – 30-as évek
Évek: i. e. 17 – i. e. 16 – i. e. 15 – i. e. 14 –  i. e. 13 – i. e. 12 – i. e. 11 – i. e. 10 – i. e. 9 – i. e. 8 – i. e. 7

## Események

### Római Birodalom
- Marcus Valerius Messalla Appianust és Publius Sulpicius Quiriniust választják consulnak.
- Augustus császárt pontifex maximusnak választják, egyesítve így a világi és egyházi főhatalmat. Augustus igyekszik visszaállítani a régi római kultuszok népszerűségét, amelyet a keleti vallások és a szkepticizmus megtépáztak. Helyreállíttatja a régi templomokat (csak Róma városában 82-t) és újakat is építtet. Feleleveníti a régi vallási testületeket, mint a Fratres Alvarest és a saliusokat, valamint a vallási ünnepségeket (lupercalia, augurium salutis).
- A szenátus újabb 5 évre meghosszabbítja Augustus proconsuli imperiumát (uralkodói jogköreit).
- Nero Claudius Drusus, Gallia kormányzója a Sugambri és Usipetes germán törzsek betörése után megtorló hadjáratot vezet a Rajnán túlra és feldúlja a germánok földjeit, majd lehajózik a folyón és a torkolatánál meghódoltatja és adófizetésre kényszeríti a frisiusokat. Segítségükkel az Északi-tengeren elhajózik az Ems torkolatáig és legyőzi a Chauci törzset. Ezt követően telelni visszatér Galliába.
- Drusus megalapítja Argentoratumot (ma Strasbourg).
- Marcus Vipsanius Agrippa hadjáratot készít elő a pannonok ellen, de eközben megbetegszik és meghal. Augustus egy hónapig gyászolja legfőbb bizalmasát és testét a saját mauzóleumában helyezteti el.
- A pannon hadjárat vezetését Tiberius veszi át, aki leveri a Dalmatae illír törzs lázadását.
- Rómában felépül Cestius piramisa (hozzávetőleges időpont).

### India
- II. Azész indo-szkíta király halála után a kusánok (a jüecsik egyik törzse) megdöntik a birodalmát.

## Tudomány
- A Halley-üstökös Föld-közelben jár.

## Születések
- Marcus Agrippa Postumus, Marcus Vipsanius Agrippa és Julia Caesaris fia.

## Halálozások
- Marcus Vipsanius Agrippa, római politikus és hadvezér, Augustus császár veje.
- II. Azész, indo-szkíta király

## Fordítás
- Ez a szócikk részben vagy egészben  a(z)   12 av. J.-C. című francia Wikipédia-szócikk ezen változatának fordításán alapul.  Az eredeti cikk szerkesztőit annak laptörténete sorolja fel. Ez a jelzés csupán a megfogalmazás eredetét és a szerzői jogokat jelzi, nem szolgál a cikkben szereplő információk forrásmegjelöléseként.